# 남원시·장수군·임실군·순창군
남원시·장수군·임실군·순창군은 대한민국의 국회의원 선거구이다. 전북특별자치도 남원시, 장수군, 임실군, 순창군을 관할한다. 현 지역구 국회의원은 더불어민주당의 박희승이다.

## 역사
제22대 국회의원 선거를 앞두고 이루어진 선거구 개편에서 장수군이 남원시·임실군·순창군 선거구에 편입됨에 따라 신설되었다.

## 관할 구역
| 대수  | 관할 구역                                       |
| ----- | ----------------------------------------------- |
| 22대~ | 남원시 일원 장수군 일원 임실군 일원 순창군 일원 |

## 역대 국회의원
| 선거   | 정당 | 정당         | 의원   |
| ------ | ---- | ------------ | ------ |
| 2024년 |      | 더불어민주당 | 박희승 |

## 역대 선거 결과

### 대한민국 제22대 국회의원 선거
|  | 83.83% |

|  | 11.68% |

|  | 2.29% |

|  | 2.19% |

## 같이 보기
- 남원시의 국회의원
- 장수군의 국회의원
- 임실군의 국회의원
- 순창군의 국회의원